# Huncote
Huncote est un village et civil parish situé dans le district de Blaby, dans le Leicestershire, en Angleterre. Le village se trouve juste à l'ouest de Narborough, et est situé sur Thurlaston Brook.
Le nom du village est à l'origine des noms de familles américains Hunnicutt et Honeycut.

## Le village
Le village est petit mais bénéficie encore des prestations de plusieurs services dont le pub du village (The Red Lion), de magasins d'alimentation, de coiffeurs et d'un parc municipal. Pour 2007, la police locale a donné priorité à l'arrêt du « comportement anti-social » dans les magasins et parc.
À la frontière du village se trouve le centre de loisirs d'Huncote, et plus loin sur la route forestière, près de l'autoroute M69, est située la maison de Leicester Animal Aid, un centre de secours pour animaux de compagnie.

## Sport
Huncote est équipé d'installations sportives avec une équipe de cricket locale et un club de course.
Le Huncote Sports and Social Club accueille des joueurs de football adultes et juniors ainsi que des équipes de tir, de thèque, de cricket ainsi que de nombreuses activités sociales.